# Day of Defeat
Day of Defeat er et multiplayer first-person-shooter skydespil baseret på anden verdenskrig. Spillet er en modifikation af spillet Half-life, og minder derfor en del om spillet Counter-Strike.
 Der er for få eller ingen kildehenvisninger i denne artikel, hvilket er et problem. Du kan hjælpe ved at angive troværdige kilder til de påstande, som fremføres i artiklen.

| computerspil | Spire Denne computerspilsrelaterede artikel er en spire som bør udbygges. Du er velkommen til at hjælpe Wikipedia ved at udvide den. |